# Кольо Георгиев (писател)
Вижте пояснителната страница за други личности с името Кольо Георгиев.
Кольо Георгиев е български журналист, драматург, преводач и писател.

## Биография
Кольо Георгиев Колев е роден на 26 декември 1926 г. в село Голямо Ново, община Търговище, Североизточна България, участва  в комунстическото движение и е бил политзатворник.
След 9 септември 1944 г. завършва висше образование в Съветския съюз. След дипломирането си се занимава с журналистика и писателска дейност.
Бил е редактор във вестник „Работническо дело“ и кореспондент в Москва. След това работи в Радио София, е като секретар на Съюза на българските писатели (СБП) по международните въпроси. В периода 1974–1978 г. е драматург на Народния театър на младежта, след което до 1986 г. е директор на театър „София“. Да 1990 г. е драматург в Киноцентъра.
В периода 1990–1993 г. е председател на СБП, в периода 1993-1998 г. е директор на Агенция „София прес“, а в периода 1990-1991 г. е депутат във Великото народно събрание от БСП.

## Отличия и награди
Заслужил деятел на културата.
Носител на ордени „Народна свобода 1941-1944“, „Девети септември 1944 г.“ – I степен, и „Народна република България“ – I степен (1987).
Носител е на Вазовата награда (2003), наградата „Елин Пелин“ и орден „Св. св. Кирил и Методий“ (2007).
Почетен гражданин на Търговище.

## Произведения

### Пиеси
- Съдии на самите себе си (1974)
- Пресечката
- Внимание, адска бомба
- Изключителен шанс
- Завръщане в бъдещето
- Избор по вариантната система
- Време за любов
- Синьо-белият скреж
- Разкази за четене при безсъница (2001)
- Четвърта-пета степен по скалата на Рихтер
- Изповеди на захождащото слънце (2001)

### Разкази
- Много тежко наказание
- Сънища наяве (1971)
- Изключителен шанс или Момчето и палачите (1972)
- Месо за кюфтета (2003)
- Диалог (2004)
- Светлинката (2005)
- Изпровождането на Макси (2005)
- Scherzo cantabile за сако от китайски габардин (2006)
- Камъни за градеж (2007)
- Среща (2008)
- Малкото конче на стръмната улица (2013)
- Човекът с дървената ръка (2014)

### Сборници
- Най-хубавото на тоя свят: Разкази: За средно училищна възраст (1962)
- Лека нощ, татко: Разкази (1965)
- Дни на тъга: Разкази (1967)
- Тридесет и един чифт волове (1968) – разкази за юноши
- Възможни и невъзможни признания (1970)
- Признания (1972) – разкази
- Адска бомба: Разкази (1977) – разкази за деца
- Болки отляво: Разкази (1988)
- Прелистени страници: Разкази и новели (1992)
- Гнездо на чучулиги: Разкази и пиеси (1996)